# بطاقة اللغة المحلية
بطاقة اللغة المحلية  (方言札  هوغين فودا) كانت نظامًا عقابيًّا يستخدم في المدارس اليابانية، ضد الأطفال الذين يرتكبون خطأ التحدث بلغة الأوكيناوا. وكان يستخدم طلاب أوكيناوا هذه البطاقة بشكل تطوعي في بداية القرن العشرين، إلا أنها أصبحت إلزامية مع تزايد سياسات الاستيعاب بعد عام 1917.

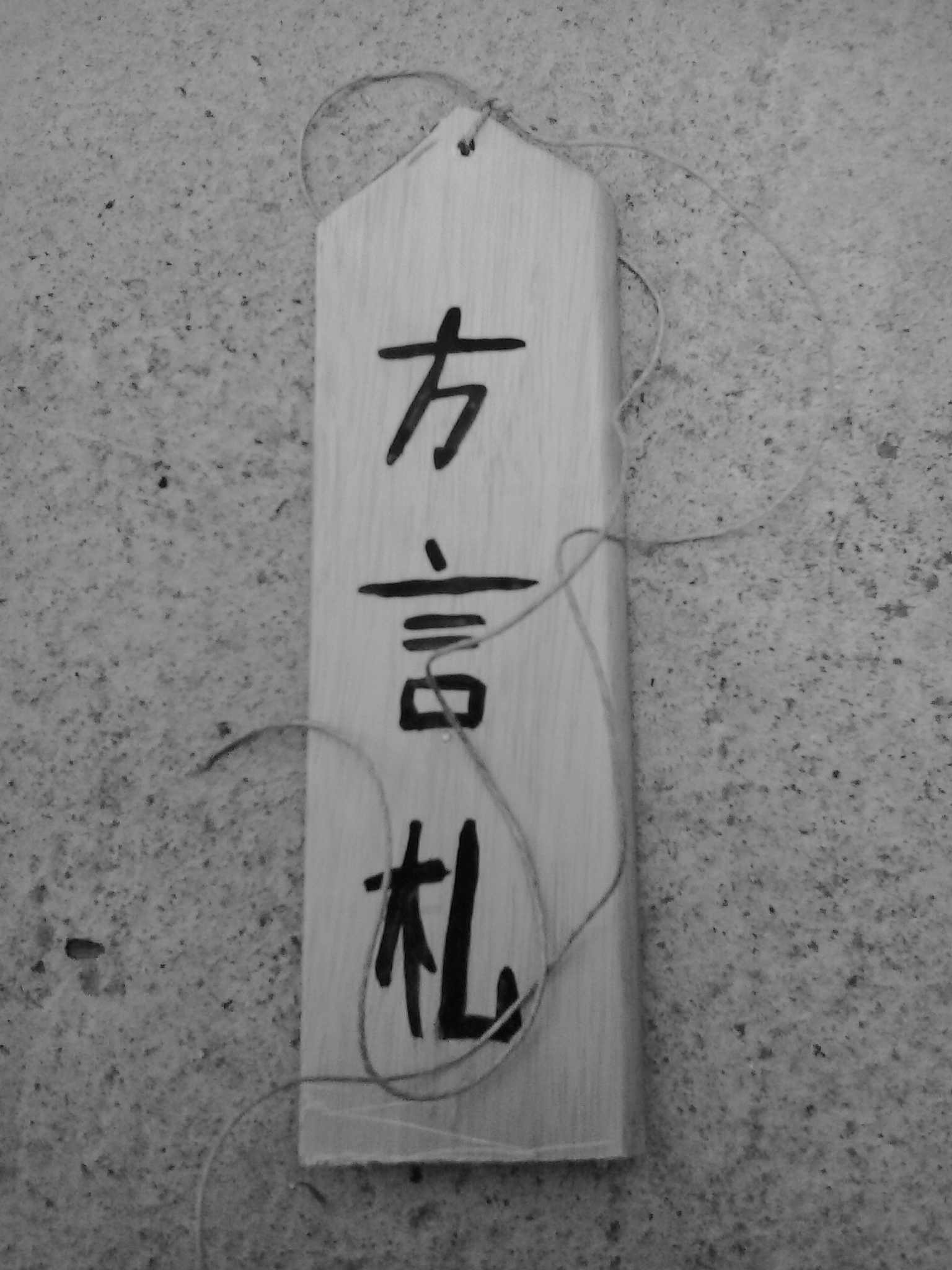

وكان الطالب الذي يتحدث بلغة الأوكيناوا مجبرًا على ارتداء البطاقة، إلى أن يرتكب طالب آخر خطأ التحدث بلغة الأوكيناوا، حيث تُمَرَّر إلى ذلك الشخص المخطئ الجديد، ويخضع الطالب الذي يرتديها في نهاية اليوم المدرسي للعقاب من قبل المعلمين.